# القمر ولايكا والأميرة مصاصة الدماء
القمر ولايكا والأميرة مصاصة الدماء (باليابانية: 吸血姫月とライカと، بالروماجي: Tsuki to Raika to Nosferatu) العنوان المترجم (بالإنجليزية: Irina: The Vampire Cosmonaut، إرينا: رائدة الفضاء مصاصة الدماء)‏ سلسلة روايات خفيفة من تصنيف فنتازيا علمية يابانية من تأليف «كيسوكي ماكينو» رسوم «كاريه»، تصدر بشكل مجلدات تحت العلامة المطبوعة غاغاغا بونكو [الإنجليزية] لدار نشر شوغاكوكان من ديسمبر 2016، وحتى أكتوبر2021 سيكون لها 7 مجلدات منشورة.
حصلت على مانغا من رسوم «سوجيهوغو» تصدر أولاين على موقع «كوميك دايز» التابع لشركة كودانشا إبتداءً من مارس 2018، جمعت فصولها في مجلد تانكوبون واحد، كما حصلت على أنمي تلفزيوني من قبل ستوديو أرفو أنيميشن عرض على 12 حلقة بين أكتوبر وديسمبر 2021.

## القصة
بعد إنتهاء الحرب العالمية الثانية تم تقسيم العالم إلى قوتين عظمتين، جمهورية زيرنيترا (تقابل الإتحاد السوفييتي) في الشرق والمملكة المتحدة أرناك (تقابل الولايات المتحدة) في الغرب، يبدأ بينهما سباق لغزو الفضاء.
تدور القصة في جمهورية زيرنيترا التي تجهز علنًا مجموعة من الجنود ليصبحوا أول رواد بشر يصلوا إلى الفضاء ولتحقيق نجاح مضمون في هذا يقومون بتدريب مصاصة دماء سرًا تدعى (إرينا لومينيسك) على أنها حيوان تجارب لإختبار الكبسولة الفضائية، ويتم إنتداب أحد المتدربين وهو (ليف ليبس) ليشرف على مهمة تدريبها، وبخلاف الجميع ممن يعاملون إرينا على أنها موضوع اختبار فقط، يعاملها ليف بشكل أكثر إحترامًا وتشجيعًا ليحقق حلمها بالوصول إلى الفضاء والعودة سالمة.

## الشخصيات
إرينيا لومينيسك (イリナ・ルミネスク، Irina Ruminesuku)
أداء صوتي: ميغومي هاياشيبارا
ليف ليبس (レフ・レプス، Refu Repusu)
أداء صوتي: كوكي أوتشياما
ميهايل ياشين (ミハイル・ヤシン، Mihairu Yashin)
أداء صوتي: ساتوشي هينو
روزا بليفتسكايا (ローザ・プレヴィツカヤ، Rōza Purevuitsukaya)
أداء صوتي: ميكاكو كوماتسو
أنيا سيمونيان (アーニャ・シモニャン، Ānya Shimonyan)
أداء صوتي: هينا كينو [الإنجليزية]

## إعلام

### رواية خفيفة
الرواية الخفيفة من تأليف «كيسوكي ماكينو» ورسوم «كاريه» بدأت بالصدور في 20 ديسمبر 2016 على شكل مجلدات تحت العلامة المطبوعة غاغاغا بونكو [الإنجليزية] عن دار نشر شوغاكوكان، وحتى أكتوبر 2021 سيكون صدر لها 7 مجلدات.

#### قائمة مجلدات الراوية الخفيفة
| م. | تاريخ الإصدار الياباني | ردمك الياباني      |
| -- | ---------------------- | ------------------ |
| 1  | 30 ديسمبر 2016         | ISBN 9784094516470 |
| 2  | 18 أبريل 2017          | ISBN 9784094516722 |
| 3  | 20 فبراير 2018         | ISBN 9784094517200 |
| 4  | 19 سبتمبر 2016         | ISBN 9784094517521 |
| 5  | 21 أغسطس 2019          | ISBN 9784094518047 |
| 6  | 18 مارس 2021           | ISBN 9784094518863 |
| 7  | 19 أكتوبر 2021         | ISBN 9784094530377 |

### مانغا
تم تحويل الرواية إلى مانغا من قبل «سوجيهوغو» ليطلقها في مارس 2018 على موقع «كوميك دايز» التابع لكودانشا، جمعت فصول المانغا في مجلد تانكوبون منفرد، ثم توقفت المانغا عن الصدور لأجل غير مسمى في يناير 2019 بسبب تدهور الحالة الصحة للمانغاكا «سوجيهوغو».

#### قائمة مجلدات المانغا
| م. | تاريخ الإصدار الياباني | ردمك الياباني          |
| -- | ---------------------- | ---------------------- |
| 1  | 14 نوفمبر 2018         | ISBN 978-4-06-513165-7 |

### أنمي
أعلن يوم 17 مارس 2021، عن إنتاج أنمي تلفزيوني مبني على هذه الرواية من قبل ستوديو أرفو أنيميشن، المسلسل من إخراج «أكيتوشي يوكوياما»، وكتابة المؤلف نفسه «كيسوكي ماكينو»، تصميم الشخصيات من قبل «هيرومي كاتو» وألحان ياسونوري ميتسودا، بدأ عرض الأنمي المتكون من 12 حلقة يوم 4 أكتوبر، وإنتهى يوم 20 أكتوبر عام 2021.
أغنية مقدمة الأنمي بعنوان قمر قرمزي (緋ノ月، Hi no Tsuki) من أداء مشروع ألي [الإنجليزية]، وأغنية نهاية الأنمي بعنوان يومًا ما كل يوم (ありふれたいつか، Arifureta Itsuka) من أداء تشيما.

#### قائمة الحلقات
| ر. الإجمالي | العنوان                            | العنوان الياباني                            | المخرج                         | الكاتب            | لوحة قصصية                      | تاريخ العرض الأصلي [ 14 ] |
| ----------- | ---------------------------------- | ------------------------------------------- | ------------------------------ | ----------------- | ------------------------------- | ------------------------- |
| 1           | «برنامج مصاصة الدماء»              | ノスフェラトゥ計画 Nosuferatu Keikaku       | ماساتو كيتاغاوا                | كيسكي ماكينو      | أكيتوشي يوكوياما                | 4 أكتوبر 2021             |
| 2           | «الطريق لتصبح رائد فضاء»           | 宇宙飛行士への道 Uchū Hikōshi e no Michi    | يوشيتسوغو كيمورا               | كيسكي ماكينو      | أكيتوشي يوكوياما                | 11 أكتوبر 2021            |
| 3           | «طيران ليلي»                       | 夜間飛行 Yakan Hikō                         | ياسوهيرو غيشي                  | تاكايو إكامي      | تسوكاسا سوناغا                  | 18 أكتوبر 2021            |
| 4           | «وعد البحيرة»                      | 湖の誓い Mizuumi no Chikai                  | ماساتو كيتاغاوا                | أكيتوشي يوكوياما  | توشيكاتسو توكورو                | 25 أكتوبر 2021            |
| 5           | «تدريب منفصل»                      | 離ればなれの訓練 Hanarebanare no Kunren     | هيروميتشي ماتانو               | تاكايو إكامي      | توشيهارو كودو أكيتوشي يوكوياما  | 1 نوفمبر 2021             |
| 6           | «الأميرة مصاصة الدماء (نوسفيراتو)» | 吸血姫 Nosuferatu                           | تايشي كاواغوتشي                | كيسكي ماكينو      | ناغيسا ميازاكي                  | 8 نوفمبر 2021             |
| 7           | «عرض الطهو ليكوريس»                | リコリスの料理ショー Rikorisu no Ryōri Shō  | توشيا نيدومي                   | كيسكي ماكينو      | تسوكاسا سوناغا                  | 15 نوفمبر 2021            |
| 8           | «صلاة العذراء»                     | 乙女の祈り Otome no Inori                   | يوشيتسوغو كيمورا               | كوراسومي سوناياما | تسوكاسا سوناغا                  | 22 نوفمبر 2021            |
| 9           | «زهرة سانغراد البيضاء»             | サングラードの白薔薇 Sangurādo no Shirobara | دايسكي كوروسي                  | تاكايو إكامي      | توشيكاتسو توكورو                | 29 نوفمبر 2021            |
| 10          | «ربيع بارد»                        | 冷たい春 Tsumetai Haru                      | ماسايوكي إيمورا                | كوراسومي سوناياما | توشيكاتسو توكورو                | 6 ديسمبر 2021             |
| 11          | «كذب وحقيقة»                       | 嘘と真実 Uso to Shinjitsu                   | توشيكاتسو توكورو               | تاكايو إكامي      | شينساكو ساساكي                  | 13 ديسمبر 2021            |
| 12 أخيرة    | «نحو عالم جديد»                    | 新世界へ Shin Sekai e                       | تايشي كاواغوتشي هونامي إنامورا | كيسكي ماكينو      | تسوكاسا سوناغا أكيتوشي يوكوياما | 20 ديسمبر 2021            |

## طالع أيضًا
- نقطة تفرد غودزيلا
- المحقق ميت فعلا (رواية خفيفة)
- 86 (رواية خفيفة)
- أعظم مغتال في العالم يتجسد كنبيل في عالم اخر
- ري-ماين (أنمي)
- معركة بعد 5 ثواني من اللقاء
- الأنمي في 2020

## روابط خارجية
- الموقع الرسمي للأنمي (باليابانية).
- القمر ولايكا والأميرة مصاصة الدماء (رواية خفيفة) في شبكة أخبار الأنمي